# Віктор Руссо
Віктор Леопольд Руссо (нід. Victor Léopold Rousseau; 16 грудня 1865, Фелюї — 17 березня 1954, Форе) — бельгійський скульптор.

## Життя
Руссо народився в сім'ї каменярів та був валлоном за походженням. Почав працювати з каменем у віці 11-ти років на будівництві брюссельського Палацу правосуддя, спроектованого Жозефом Пулартом. Пізніше навчався у скульптора Жоржа Хутстонта і брав уроки в брюссельській Академії витончених мистецтв. Виграш Годешарлівської премії в 1890 році дав Руссо шанс відвідати Англію, Італію та провести цілих два роки у Франції, після яких він повернувся до ательє бельгійського скульптора і педагога Шарля ван дер Степпена ще на два роки (1887 — 1889 рр.). Сам Руссо працював викладачем скульптури в брюссельській Королівській Академії витончених мистецтв з 1901 по 1919 рр. Був директором Академії з 1919 по 1922 рр., прийнявши цей пост від ван дер Степпена, і, пізніше, з 1931 по 1935 рр.

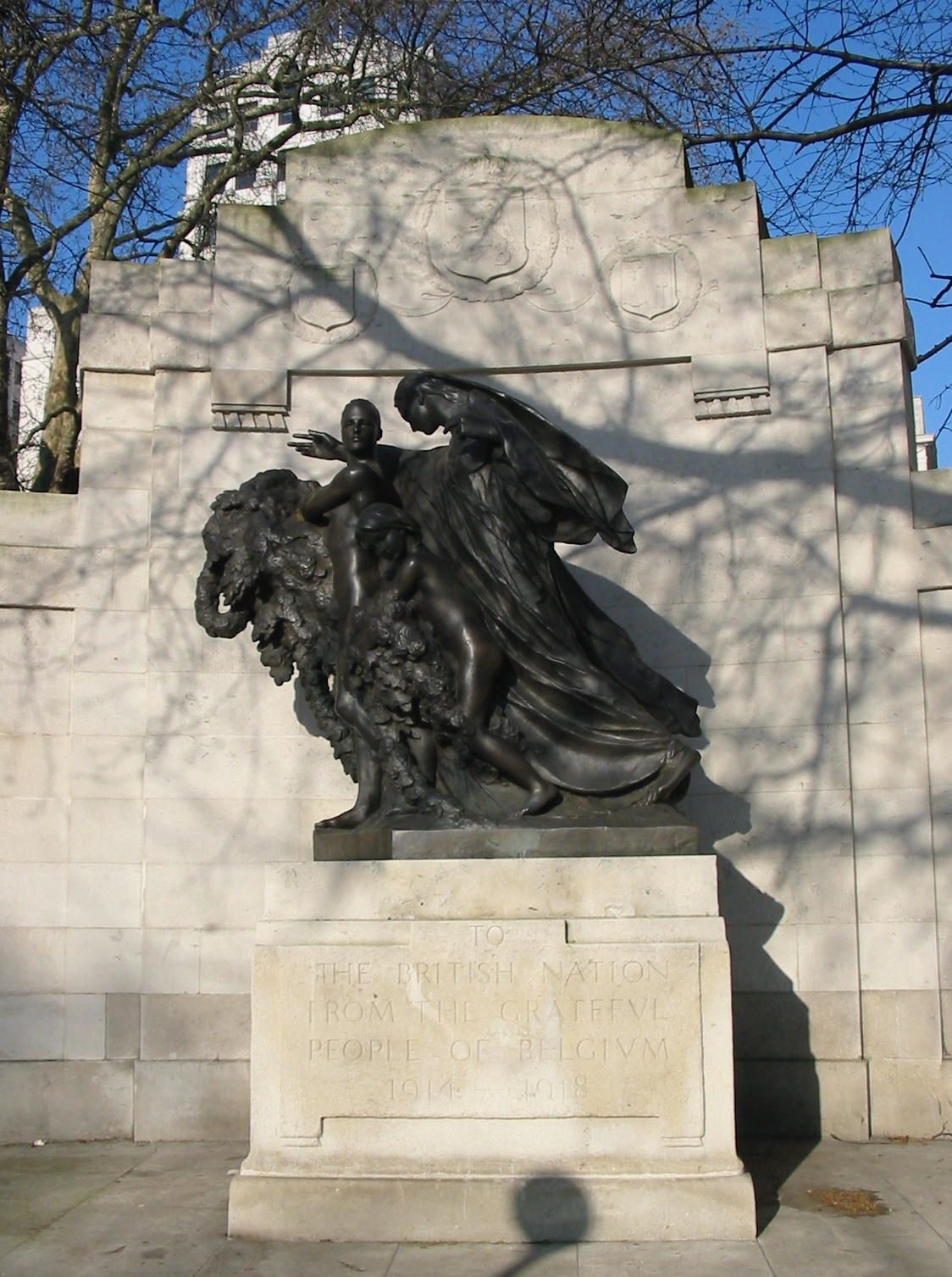
, 1920 р.

## Робота
- близько 1898 р.: Сова + Папуга (фр. Le Hibou + Le Perroquet) у Брюссельському ботанічному саду[en].
- 1899 р.: монументна плита Шарлю Бюльсу[en] та будівникам Гран-пласа (з архітектором В. Орта).
- бл. 1904 р.: алегоричні статуї для моста фр. Pont de Fragnée у Льєжі.
- 1920 р.: Англо-бельгійський військовий меморіал[en], Набережна Вікторії, Лондон (з британським архітектором сером Реджинальдом Бломфільдом[en]).
- 1922 р.: монументальна фігурна група "Зрілість", вулиця Монтань дю Парк, Брюссель.
- бюст Альбера Жиро[ru], Парк Йосафата[en], Схарбек.